# La Férée
La Férée ist eine französische Gemeinde mit 70 Einwohnern (Stand 1. Januar 2022) im Département Ardennes in der Region Grand Est (vor 2016 Champagne-Ardenne). Sie gehört zum Arrondissement Charleville-Mézières, zum Kanton Signy-l’Abbaye und zum Gemeindeverband Ardennes Thiérache.

## Geographie
Die Gemeinde liegt im 2011 gegründeten Regionalen Naturpark Ardennen. Umgeben wird La Férée von den Nachbargemeinden Aouste im Norden, Liart im Osten, Maranwez im Südosten, Saint-Jean-aux-Bois im Süden, Le Fréty im Südwesten sowie Blanchefosse-et-Bay im Westen.

## Bevölkerungsentwicklung
| Jahr                       | 1962 | 1968 | 1975 | 1982 | 1990 | 1999 | 2004 | 2009 | 2018 |
| Einwohner                  | 150  | 164  | 124  | 99   | 82   | 71   | 77   | 84   | 79   |
| Quellen: Cassini und INSEE |      |      |      |      |      |      |      |      |      |

## Sehenswürdigkeiten
- Kirche Saint-Nicaise
- Denkmal für die Kriegstoten der Gemeinde

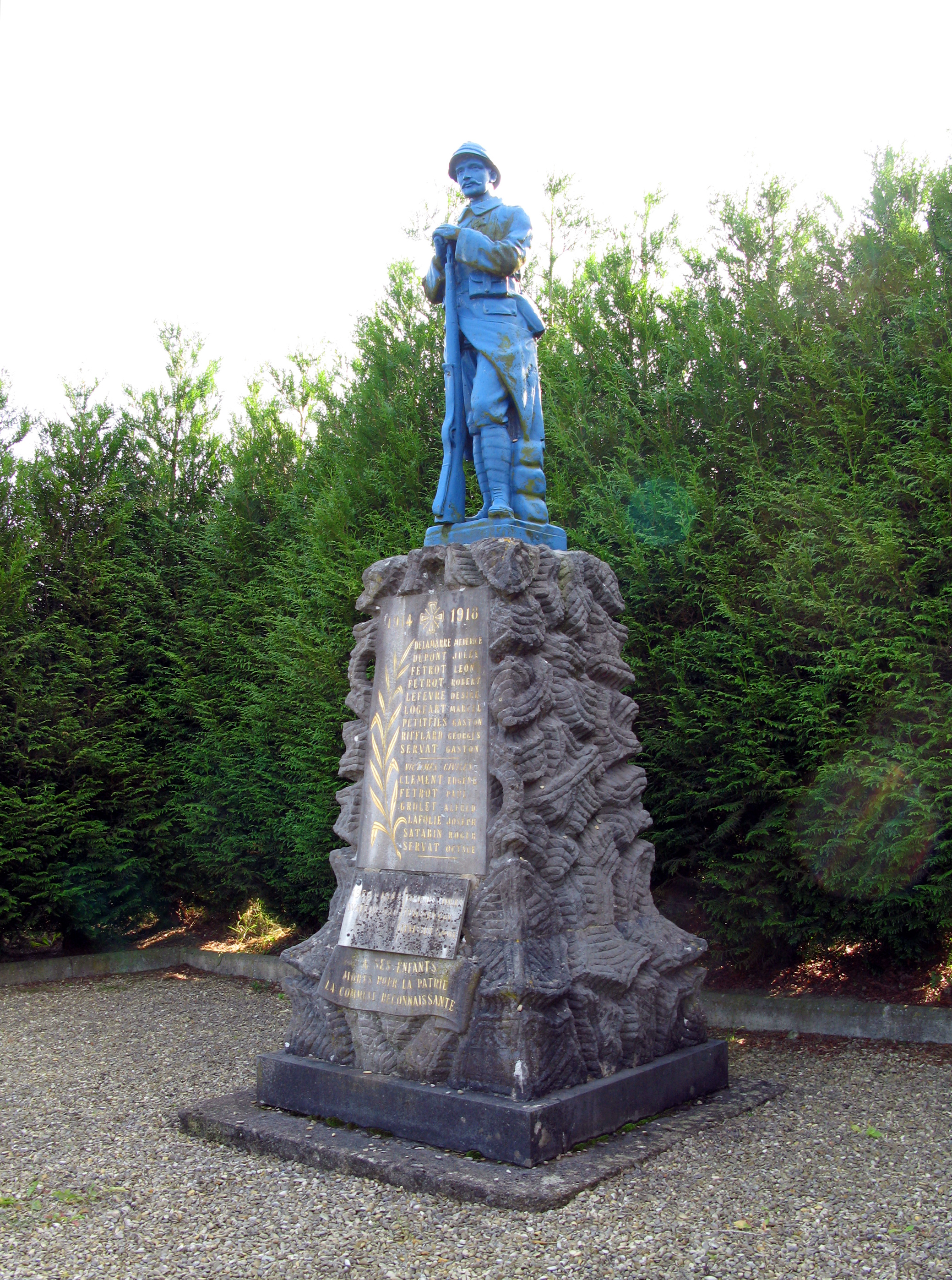
Gefallenen-Denkmal